# Tomy Ojeda
Tomás Ojeda, conocido como el Tomy Ojeda (Berazategui, Argentina, 22 de mayo de 1998) es un futbolista argentino. Juega de Delantero y su equipo actual es Alianza, club que milita en la LIF (5ta categoría de equipos no afiliados directamente) de Argentina.

## Clubes
| Club        | País      | Año         | PJ | Goles |
| ----------- | --------- | ----------- | -- | ----- |
| Berazategui | Argentina | 2019 - 2022 | 41 | 8     |
| Alianza     | Argentina | 2022 - Act. | 15 | 8     |

## Palmarés

### Campeonatos nacionales
| Título          | Club        | País      | Año  |
| --------------- | ----------- | --------- | ---- |
| Torneo Clausura | Berazategui | Argentina | 2021 |